# ノルデンマルキア (小惑星)
ノルデンマルキア (1463 Nordenmarkia) は小惑星帯に位置する小惑星。フィンランドの天文学者ユルィヨ・バイサラがトゥルクで発見した。
スウェーデン人の天文学者、ニルス・ノルデンマルク (Nils Viktor Emanuel Nordenmark) に因んで命名された。